# Lithophane aculata
Lithophane aculata là một loài bướm đêm trong họ Noctuidae.